# Линя (гмина)
Ли́ня (пол. Linia, кашуб. Lëniô) — сельская гмина (волость) в Польше, входит как административная единица в Вейхеровский повет, Поморское воеводство. Население — 5711 человек (на 2004 год).

## Демография
| Перепись                       | Всего   | Всего | Женщины | Женщины | Мужчины | Мужчины |
| ------------------------------ | ------- | ----- | ------- | ------- | ------- | ------- |
| Единицы                        | человек | %     | человек | %       | человек | %       |
| Население                      | 5711    | 100   | 2844    | 49,8    | 2867    | 50,2    |
| Плотность населения (чел./км²) | 47,7    | 47,7  | 23,7    | 23,7    | 23,9    | 23,9    |

## Соседние гмины
1. Гмина Цевице
2. Гмина Картузы
3. Гмина Люзино
4. Гмина Ленчице
5. Гмина Сераковице
6. Гмина Шемуд